# 17842 Jorgegarcia
17842 Jorgegarcia este un asteroid din centura principală de asteroizi.

## Descriere
17842 Jorgegarcia este un asteroid din centura principală de asteroizi. A fost descoperit pe 21 aprilie 1998 la Socorro, New Mexico, în cadrul proiectului LINEAR. Asteroidul prezintă o orbită caracterizată de o semiaxă mare de 2,63 ua, o excentricitate de 0,15 și o înclinație de 5,5° în raport cu ecliptica.